# اره‌باله
اره‌باله (نام علمی: Barbus serra) نام یک گونه از سرده سس‌ماهی‌ها است.